# Amata leucerythra
Amata leucerythra là một loài bướm đêm thuộc phân họ Arctiinae, họ Erebidae.